# Big Bang (Joe Barbieri)
Big Bang è il settimo album di inediti del cantautore italiano Joe Barbieri.
L'album prodotto ed arrangiato dello stesso Barbieri è composto da 10 brani, tutti a firma del musicista napoletano.
Il disco è stato anticipato da due singoli: Il Mio Miglior Nemico (reso pubblico il 21 dicembre del 2024) e Anni Luce (rilasciato il 28 febbraio 2025). Il giorno della pubblicazione dell'album (l'11 aprile 2025) è stato infine lanciato un terzo singolo, dal titolo Poco Mossi Gli Altri Mari.

## Tracce
Testi e musiche di Joe Barbieri.
1. Con Le Migliori Intenzioni – 3:21
2. Anni Luce – 4:39
3. Il Mio Miglior Nemico – 3:49
4. Poco Mossi Gli Altri Mari – 3:27
5. Il Primo Giorno A Colori – 3:50
6. Prendi In Gestione Un Sushi Bar Con Me – 3:55
7. Tra Le Mille Cose – 3:49
8. Pesci Ascendente In Acquario – 3:39
9. Si – 3:31
10. Moltiplicato Zero – 3:33